# Ternova
Ternova es un grupo empresarial internacional de origen salvadoreño con inversiones en las industrias del empaque flexible, producción de materias primas, tecnología y sector inmobiliario, fundado en 1970. Con presencia en Centroamérica y Asia, el grupo ha logrado diversos galardones durante su trayectoria y en 2020 se convirtió en la primera empresa salvadoreña en obtener la certificación de Carbono Neutral.

## Historia

### Termoencogibles
La empresa fue fundada en 1970 bajo el nombre de Termoencogibles, e inicialmente se dedicaba a la producción de empaques de plástico elaborados completamente a mano. Con el paso del tiempo implementaron avances tecnológicos en su proceso y se expandieron a otros países de América Central.
Con inversiones además en sectores como el tecnológico, el inmobiliario y de producción de materias primas, en 2015 la compañía fue galardonada como el mayor exportador de la industria del plástico por la Asociación Salvadoreña de Industriales (ASI), premio que recibió nuevamente en 2016, 2017, 2018 y 2019.

### Ternova
En 2017 la empresa cambió su nombre a Ternova, y enfocó sus objetivos hacia la «generación de valor económico con una contribución social, sin ir en detrimento de la parte ambiental», según su director ejecutivo, Rodrigo Tona. En 2018 la compañía recibió la Palma de Oro, el máximo reconocimiento gremial del país entregado por la Cámara de Comercio e Industria de El Salvador, y un año después obtuvo el galardón como mayor exportador nacional del año, otorgado por la Corporación Nacional de Exportadores COEXPORT.
En 2020 el Instituto de Normas Técnicas y Certificación nombró a Ternova como la primera empresa salvadoreña en obtener la certificación de Carbono Neutral. Para 2021, el 54% de las materias primas utilizadas para los procesos de producción de la empresa provienen de material plástico descartado. A través de su iniciativa Recicla503, la empresa inició un proyecto de reciclaje el mismo año con el apoyo de otras compañías como Walmart y Nestlé. Por su parte, INnovaLab es un ecosistema de emprendimientos con alcance regional.
Actualmente, Ternova cuenta con cinco plantas productivas y nueve oficinas comerciales, y tiene presencia en El Salvador, Honduras, Guatemala, Costa Rica, Nicaragua y Vietnam. Cuenta con dos plantas productoras en El Salvador y en Vietnam, y está formado por cinco empresas: Termoencogibles El Salvador, Termoencogibles Asia, INnovaLab, Termo Export y Recicla503.

## Premios y reconocimientos
- Premio Marca Positiva en la categoría de medio ambiente por la Fundación Empresarial para la Acción Social (FUNDEMAS) [17]
- Mayor exportador de la industria del plástico por la Asociación Salvadoreña de Industriales ASI (2015, 2016, 2017, 2018 y 2019) [6]
- Exportador nacional del año por la Corporación Nacional de Exportadores COEXPORT (2019) [9]
- Palma de Oro por la Cámara de Comercio de El Salvador (2018) [8]
- Top 10 de Empleadores de El Salvador y Top 13 de Great Place to Work de Centroamérica por Great Place to Work [18]